# CD8aa T-клітини
CD8aa T-клітини — внутрішньоепітеліальні агранулярні лейкоцити знайдені в кишечнику. Вони розвиваються інтра- або екстратимічно. Експресують αβTCR або γδTCR. γδTCR+ клітини, на відміну від αβTCR+ клітин, продукують фактор росту кератиноцитів. Для генерації і/або гомеостазу їм необхідна β2 міоглобінзалежна експресія МНС I. В можуть мати регуляторну функцію за рахунок продукції IL10 та TGF β. Поверхневими маркерами CD8aa T-клітин є: αβTCR, γδTCR, CD8aa, CD3, B220.